# フランチェスカ・パーチ
フランチェスカ・パーチ（イタリア語：Francesca Paci、1971年4月30日 - ）は、イタリアのジャーナリスト。
1971年、ローマに生まれる。現代文学の学位を取得後、ガゼッタ・ディ・マントヴァで働いた。その後、2000年にトリノのラ・スタンパに移籍した。当初は、移民やイスラム教に関する記事が多かったが、その後、外交問題や中東に関する記事を担当するようになった。その後、同紙の特派員としてエルサレムやロンドンでも活躍し、現在はローマを拠点に活動している。2007年には「La7」のテレビ番組「Nirvana」に出演し、「Radio Rai3 File Urbani」でも活動している。また、ローマのLuiss School of Journalismで教鞭をとっている。

## 受賞歴
- 2005年 the Marco Luchetta International Journalist Award
- 2007年 the Premiolino Giovani
- 2008年 Knight Order of Merit of the Italian Republic
- 2011年 the Golden Doves Award for Peace
- 2015年 the Maria grazia Cutuli Award
- 2018年 the Fiuggi-Storia Award - Gian Gaspare Napolitano.

## 出版
- L'Islam sotto casa. Silent integration,  (2004)
- Il sonno della ragione,  (2004)
- Islam and violence. Italian Muslims speak, (2006)
- Where Christians die. From Egypt to Indonesia, travel to the places where Christianity is a persecuted minority,  (2011)
- If I close my eyes I die,  (2015)

## 経歴
1. ↑  “New York University - Villa La Pietra - Firenze”. La Pietra Dialogues (2011年4月22日). 2019年12月18日閲覧。
2. ↑  “Francesca Paci – Scuola Superiore di Giornalismo "Massimo Baldini"” (イタリア語). Scuola Superiore di Giornalismo "Massimo Baldini" (2015年12月15日). 2019年12月18日閲覧。
3. ↑  Khalil, Z.E. (2010). Beirut, I love you. Donzelli. ISBN 978-88-6036-452-4 2019年12月18日閲覧。
4. ↑  “Un amor en Auschwitz / A Love in Auschwitz by Francesca Paci: 9788403517509”. PenguinRandomhouse.com (2018年1月30日). 2019年12月18日閲覧。
5. ↑  “Francesca Paci”. Festival Internazionale del Giornalismo (2019年4月7日). 2019年12月18日閲覧。
6. ↑  Allen, J.L.『The Global War on Christians: Dispatches from the Front Lines of Anti-Christian Persecution』Crown Publishing Group、2013年。ISBN 978-0-7704-3736-7。2019年12月18日閲覧。